# Generalkommando 63
Das Generalkommando 63 (Bayern) war ein Großverband der Armee des Deutschen Kaiserreiches im Ersten Weltkrieg.

## Gliederung
Es handelte sich beim Generalkommando 63 um ein Generalkommando z. b. V. (Generalkommando zur besonderen Verwendung). Diese entstanden ab 1916 und waren reine Kommandostellen, die militärischen Einheiten wurden ihm nach Bedarf zugeordnet.

## Geschichte
Der bayerische Generalleutnant Albert von Schoch wurde im Januar 1917 zum Kommandeur des neu gegründeten Generalkommandos z.b.V. Nr. 63 ernannt. Das Generalkommando war bis Kriegsende überwiegend bei der Besatzungsarmee in Rumänien eingesetzt. Schoch führte die deutschen Truppen nach dem Waffenstillstand in die Heimat zurück.

## Kommandierender General
| Dienstgrad      | Name              | Datum                      |
| --------------- | ----------------- | -------------------------- |
| Generalleutnant | Albert von Schoch | Januar 1917 bis Kriegsende |